# Aleksander Zaczyński
Aleksander Zaczyński (ur. 31 stycznia 1941 w Polance, zm. 29 października 2004) – polski piłkarz, koszykarz, nauczyciel wychowania fizycznego, trener piłkarski i koszykarski.

## Życiorys
Brat Zenona i Mirosława. Karierę piłkarską rozpoczął w Polonii Kamienna Góra, następnie grał w KKS-ie Kluczbork. W 1954 rodzina zamieszkała w Prudniku. Uczęszczał do Szkoły Podstawowej nr 3. Został piłkarzem Pogoni Prudnik. Równocześnie, w latach 1957–1965, razem z bratem Zenonem występował w koszykarskiej Pogoni Prudnik. W sekcji koszykówki Pogoni rozegrał 240 spotkań, zdobywając 2369 punktów. Od 1960 uczęszczał do Studium Nauczycielskiego w Raciborzu. Dołączył do Unii Racibórz, z którą w 1963 awansował do I ligi (ekstraklasy). Po kilku latach gry w Unii Racibórz powrócił do Prudnika, gdzie kontynuował grę w Pogoni do sezonu 1968/1969. Trenował zespoły LZS w Racławicach Śląskich i Jarnołtówku. W latach 2000–2001 był trenerem koszykarskiej Pogoni Prudnik.

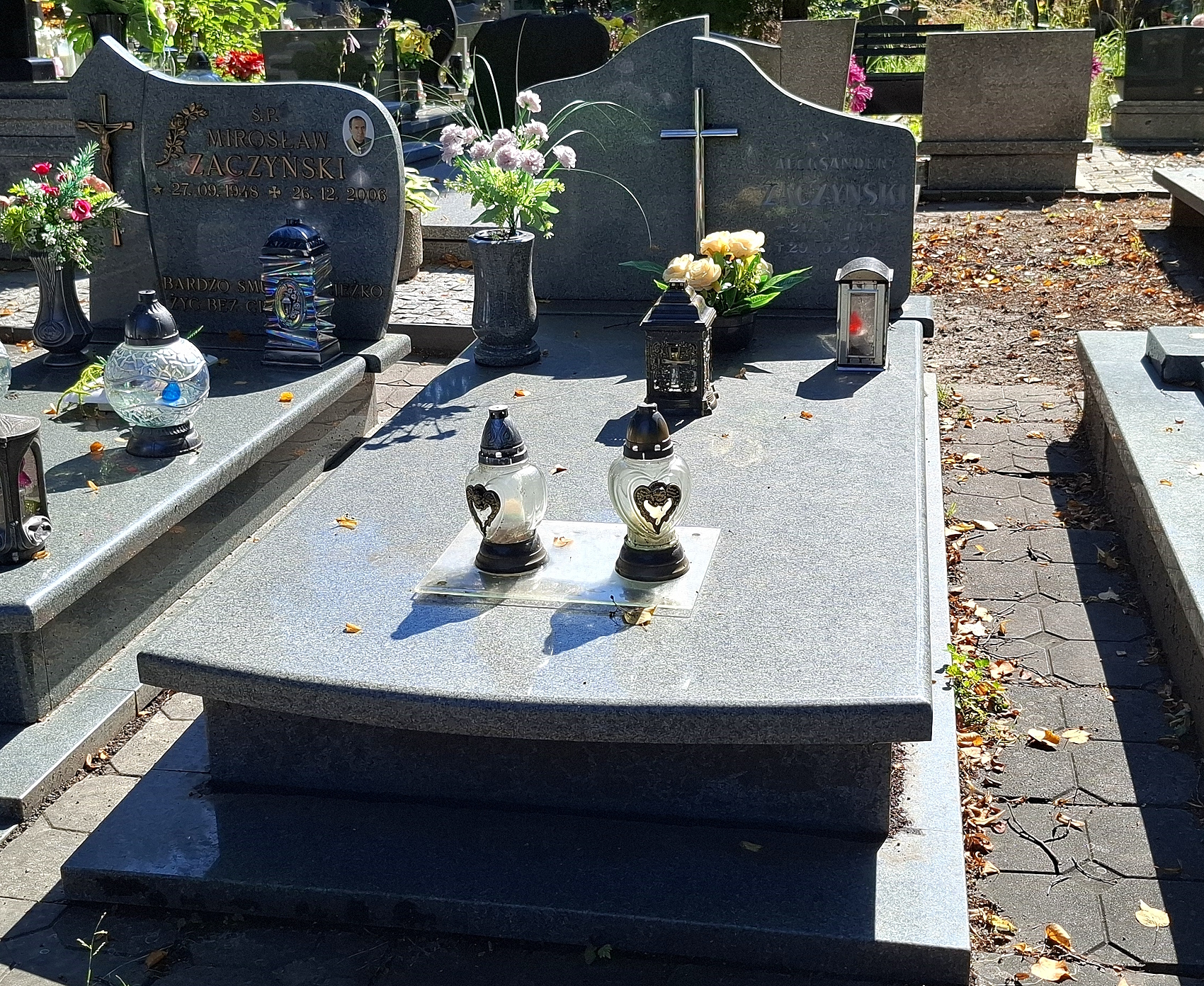
Grób Aleksandra Zaczyńskiego w Prudniku

Został nauczycielem wychowania fizycznego w I Liceum Ogólnokształcącym w Prudniku. Przeszedł na emeryturę w 1999. Miał syna Arkadiusza. Zmarł 29 października 2004. Został pochowany na cmentarzu komunalnym w Prudniku.

## Upamiętnienie
W Prudniku corocznie rozgrywany jest Turniej Koszykówki im. Aleksandra Zaczyńskiego.